# Дереганцы
Дереганцы — опустевшая деревня в Зуевском районе Кировской области.

## География
Находится на правобережье реки Чепца на расстоянии примерно 5 километров по прямой на север от районного центра города Зуевка.

## История
Упоминается с 1671 года как деревня в Дубовцах с тремя дворами, в 1747 году учтено 10 душ мужского пола, в течение XVIII века первоначальное название сохранялось. В 1873 году в Дереганцах учтено было дворов 9 и жителей 78, в 1905 20 и 96 (в том году деревня состояла из двух населенных пунктов Дереганцы 1-е и 2-е), в 1926 24 и 106 (для обоих Дереганцов в сумме), в 1950 (для уже единой деревни) 18 и 65 соответственно. В 1989 году учтен 1 житель.

## Население
Постоянное население составляло 1 человек (русские 100 %) в 2002 году, 0 в 2010.